# Psilalcis inceptaria
Psilalcis inceptaria är en fjärilsart som beskrevs av Walker 1866. Psilalcis inceptaria ingår i släktet Psilalcis och familjen mätare. Inga underarter finns listade.